# Łuk trójlistny

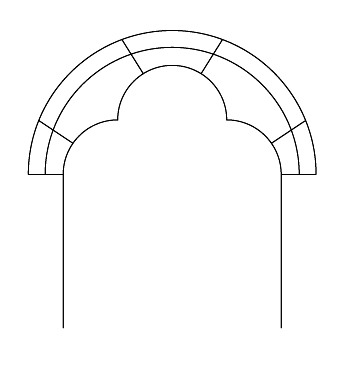
Łuk trójlistny

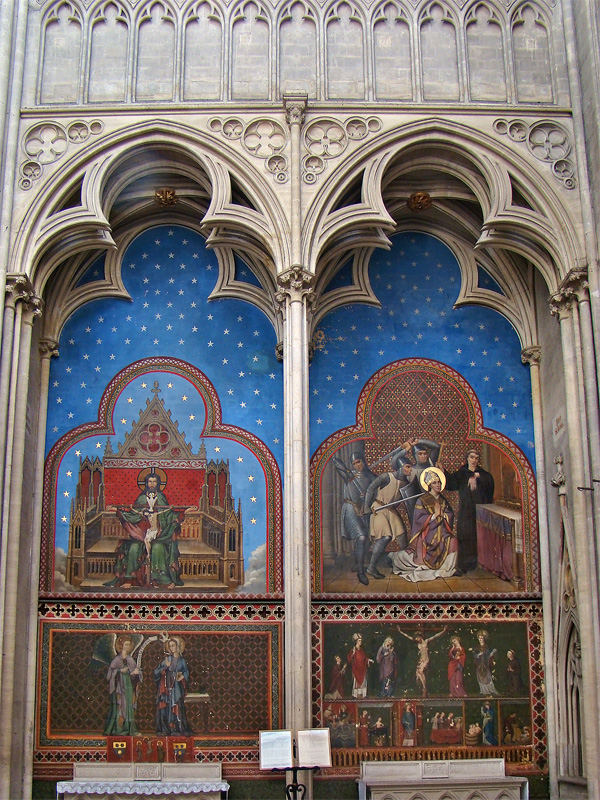
Łuk trójlistny – Katedra Notre-Dame w Bayeux (Francja)

Łuk trójlistny (łuk guzowaty) –  architektoniczny element konstrukcyjny lub dekoracyjny, łuk, który zawiera kształt lub zarys trójlistnej koniczyny – trzy zachodzące na siebie koła.
Był często stosowany w architekturze gotyckiej ze względu na swoje zdobnicze walory. Z tego samego powodu jest powszechny w architekturze mameluckiej w Egipcie od ok. XII do XVI w.